# Province de Belluno
La province de Belluno (en italien : provincia di Belluno) est une province italienne de la Vénétie, ayant pour chef-lieu Belluno.

## Géographie
Principales villes :
- Belluno (35 598 habitants) ;
- Feltre (19 400 habitants) ;
- Sedico (9 143 habitants) ;
- Ponte nelle Alpi (8 157 habitants) ;
- Santa Giustina (6 532 habitants) ;
- Mel (6 311 habitants) ;
- Cortina d'Ampezzo (5 954 habitants), qui a accueilli les Jeux olympiques d'hiver de 1956 et qui les organisera à nouveau en 2026, avec Milan.

## Économie
On y trouve l'usine de la Luxottica (siège à Agordo, 30 km environ de Belluno), premier fabricant mondial de lunettes.

## Photos

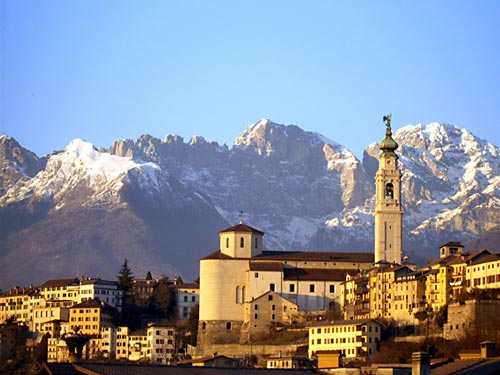
Belluno avec son église.
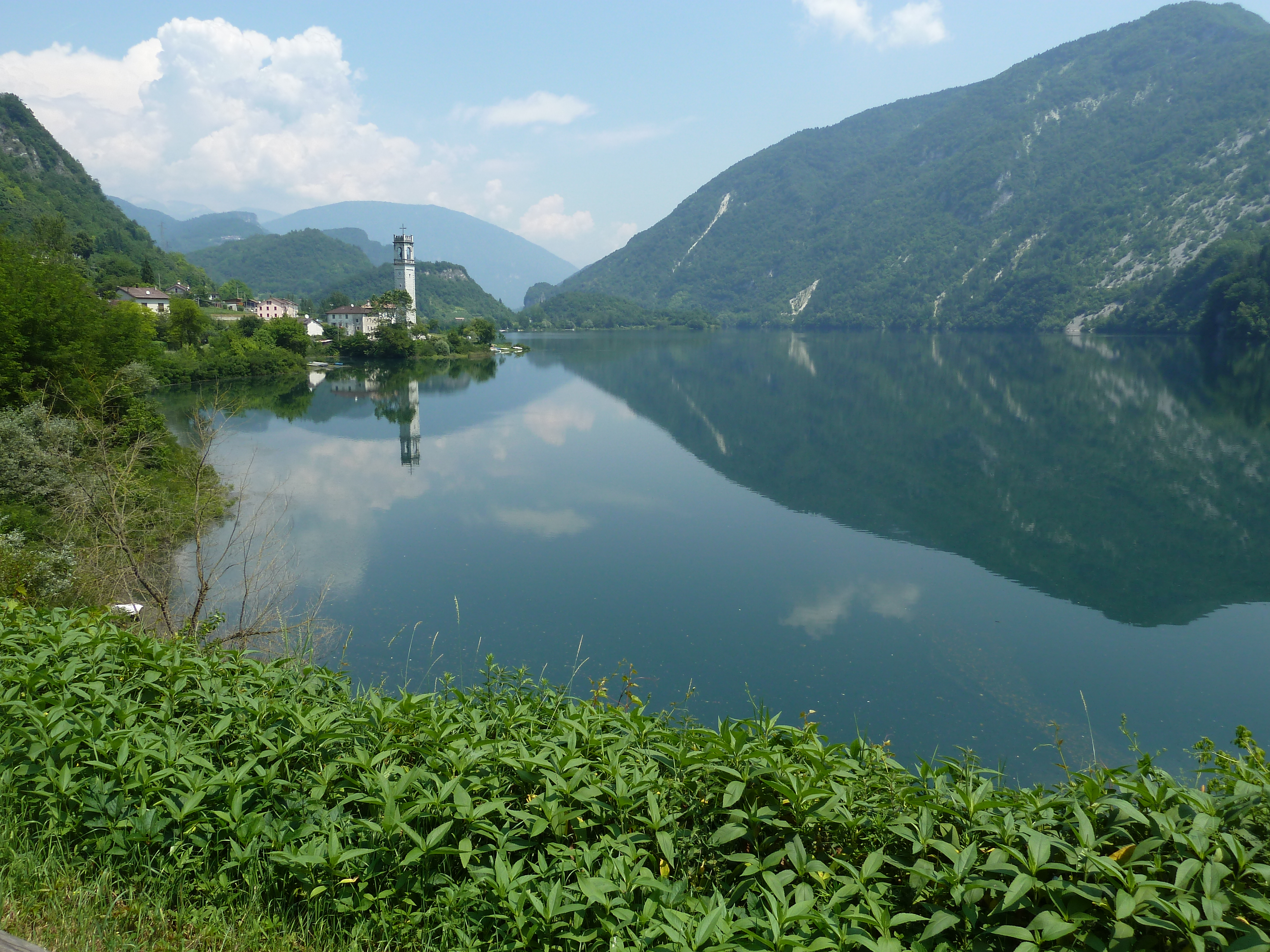
Le lac du Corlo.
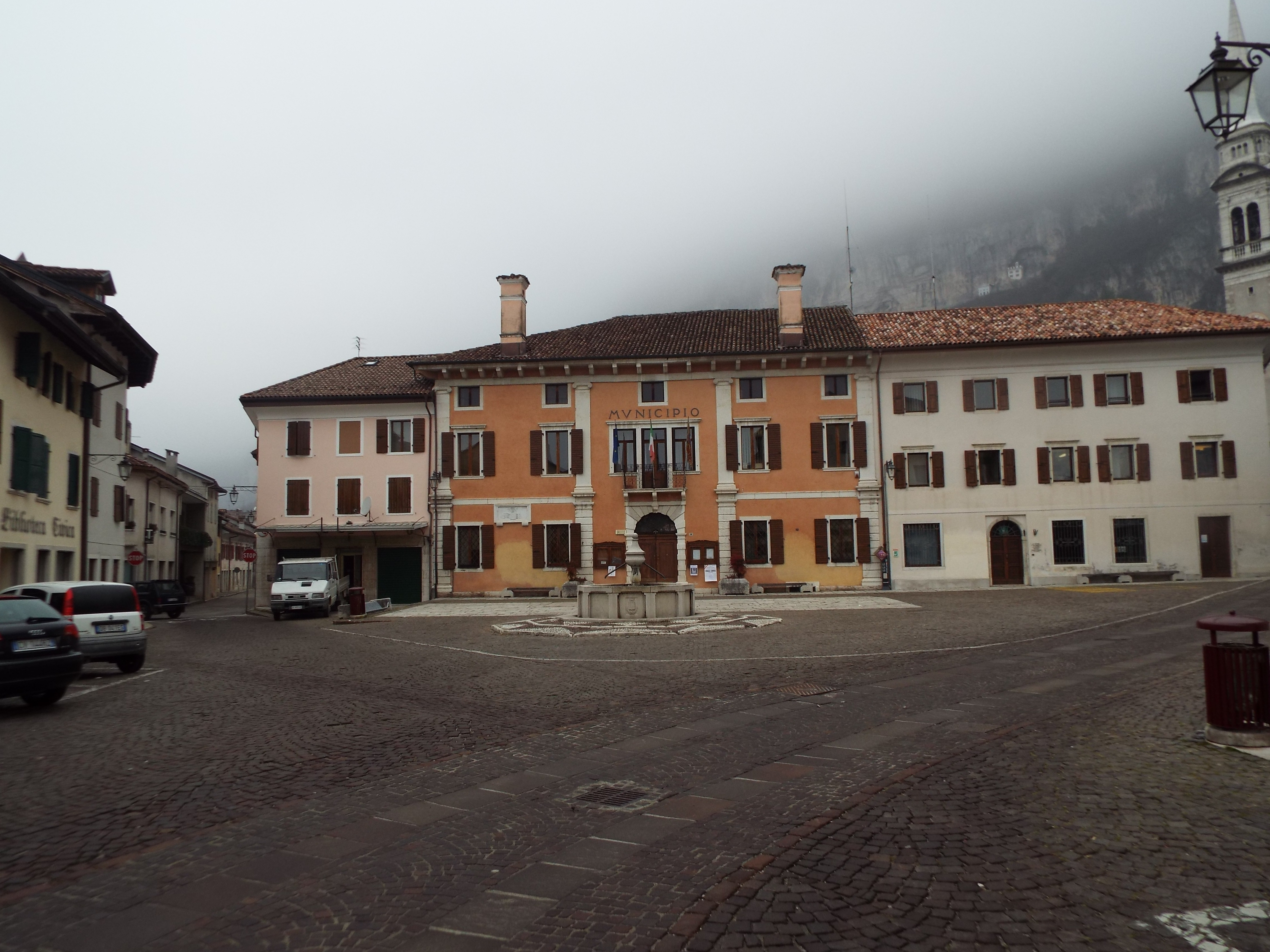
La mairie de Fonzaso.
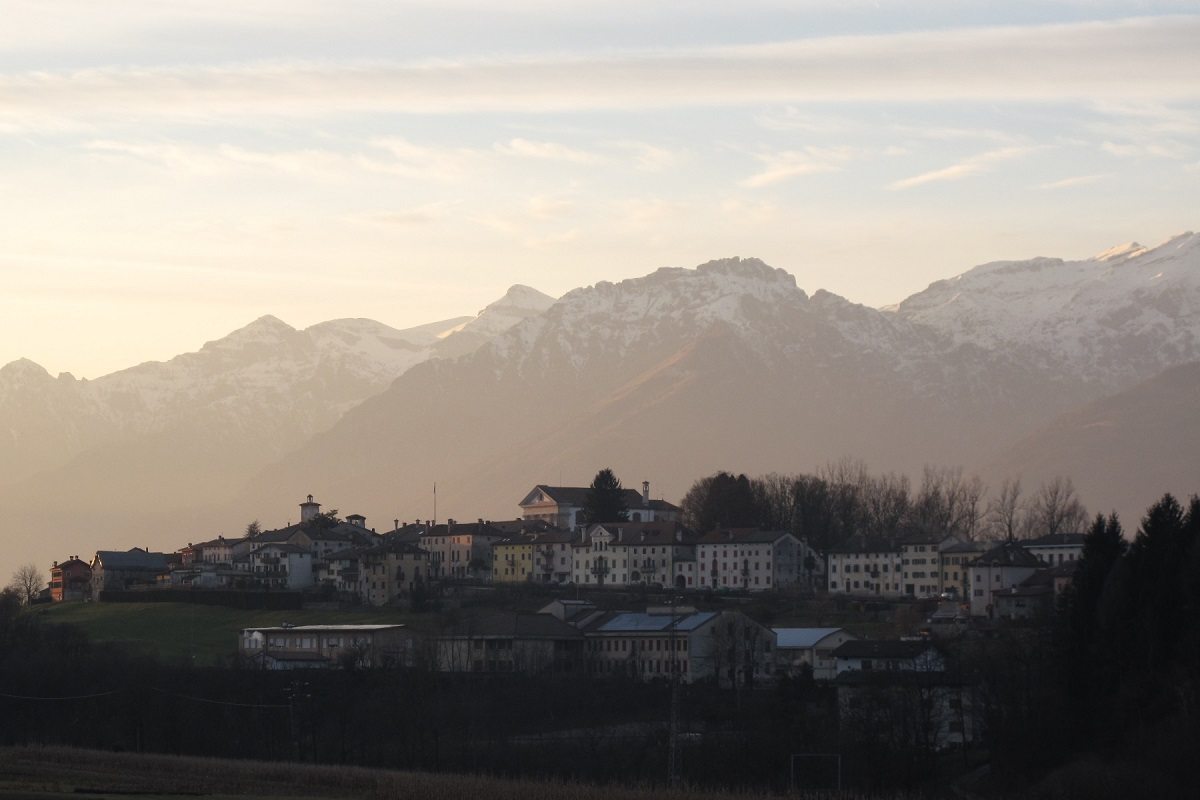
Mel.
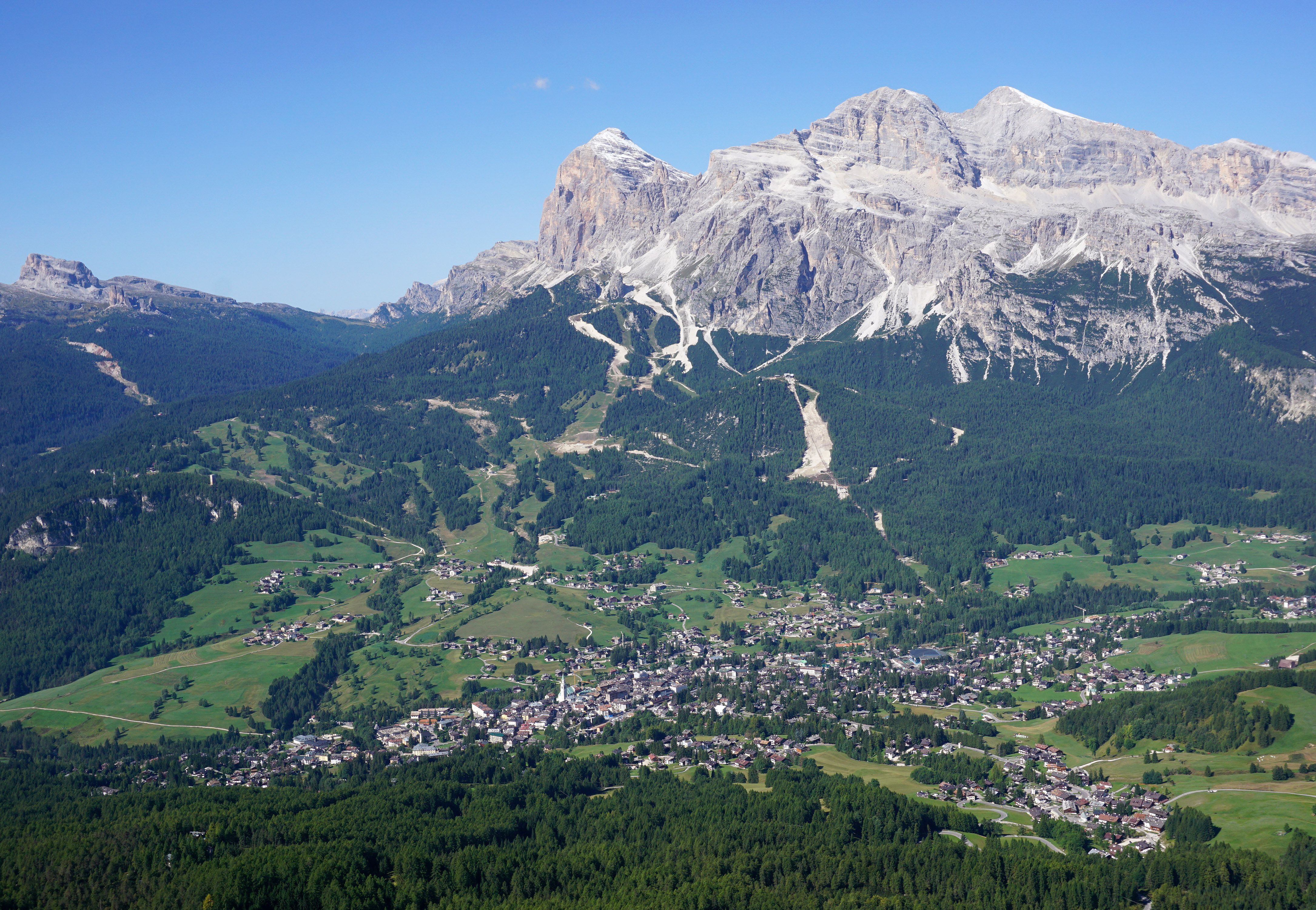
Cortina d'Ampezzo l'été.